# يوزو كوريهارا
يوزو كوريهارا (باليابانية: 栗原 勇蔵) (مواليد 18 سبتمبر 1983 في سيا-كو، يوكوهاما) هو لاعب كرة قدم ياباني يلعب حاليا لصالح يوكوهاما مارينوس في دوري الدرجة الأولى الياباني. يجيد اللعب في خط الدفاع. يلعب مع منتخب اليابان لكرة القدم منذ عام 2006.

## مسيرته الكروية
لعب يوزو كوريهارا خلال مسيرته الاحترافية مع نادِ واحدٍ في ثمانية عشر موسمًا وسجل خلالها 16 هدفًا ضمن 316 مباراة. حيث فاز في موسم واحد بالكأس وفي ثلاثة مواسم بالدوري.
خاض يوزو كوريهارا مسيرته مع نادي يوكوهاما إف مارينوس في موسم 2002 ليلعب معه ثمانية عشر موسمًا، مشاركًا في 316 مباراة سجل خلالها 16 هدفًا.

## وصلات خارجية
- يوزو كوريهارا – الموقع الرسمي ليوكوهاما مارينوس (باليابانية)
- يوزو كوريهارا على موقع الاتحاد الدولي (مؤرشف)  (الإنجليزية)
- يوزو كوريهارا على موقع رابطة كرة القدم اليابانية للمحترفين (اليابانية)
- يوزو كوريهارا على موقع قاعدة بيانات كرة القدم.إي يو (الإنجليزية)
- يوزو كوريهارا على موقع ناشيونال فوتبول تيمز (الإنجليزية)
- يوزو كوريهارا على موقع Soccerway.com (الإنجليزية)
- يوزو كوريهارا على موقع عالم كرة القدم.نت (الإنجليزية)
- يوزو كوريهارا على موقع كووورة
- يوزو كوريهارا على موقع AS.com (الإسبانية)